# Achachi
Achachi  es el guía de la tropa de morenos de la danza boliviana "La Morenada". En la fiesta del Gran Poder de La Paz, el Achachi va delante del bloque de morenos y secundado por un grupo de chinas morenas, por el contrario en el carnaval de Oruro va detrás.
El Achachi representa la figura de los "negreros" ibéricos o europeos en general por su apariencia, los que en la época de la trata de negros se dedicaban a la venta de ellos en las minas del cerro rico de Potosí. La imagen captada de estos personajes refleja su actitud sometedora del blanco que látigo en mano ofrecía esta mercancía.

## Historia
De manera simbiótica, la etimología nos remite a los "Achachilas" considerarlo dentro de la teogonía andina bajo el rostro engañoso del blanco; también se hace referencia a la terminología aymara de achachi, viejo verde que llevando el cetro coquetea a las chinas morenas o hijas de los negros más importantes que habían adquirido el título de servidores; su látigo muestra la simbología del poder, la cara blanca demuestra su origen ibérico.

## Traje
El traje del achachi lleva una máscara con peluca blanca, una capa, un cetro y un chicote.  
- El chicote y el cetro
Ambos representan autoridad. Al igual que en el contexto de las autoridades indígenas aymaras bolivinas, el chicote no solo es un símbolo de autoridad, sino también un instrumento para castigar.
- La Mascara
El Achachi es el único que lleva una máscara de dimensiones mayores, sobreponiéndose a la contextura del cuerpo con una apariencia de monstruo infernal. La máscara o careta representa los rasgos exagerados  de la raza negra; ojos saltones, labios gruesos, lengua colgante, peluca encarrujada y cachimba entre los dientes blancos y apretados.
- La capa
La capa es la parte principal del traje, la cual termina en una cola de saurio. El traje es bordado con filigranas que simbolizan las riquezas minerales.

## Danza
La danza de los morenos esta ligada a la esclavitud de los negros bajo el dominio de los invasores, quienes creían que la fuerza física de un negro equivalía a la de dos indígenas. Pero  como las condiciones geográficas y climáticas de los Andes se opusieron a la voluntad de los señores de la Villa Imperial, los esclavos negros no resistieron las condiciones en la mina y  se desplazaron hacia la región subtropical de los Yungas de La Paz.

## Música
La música de la morenada, basada en el ritmo monótono producido por las matracas, recuerda la penosa marcha de los esclavos encadenados, que fueron introducidos a Bolivia para reemplazar a los mitayos indígenas en la explotación de los yacimientos de plata en el cerro rico de Potosí,  donde fueron flagelados tanto por el frío del altiplano como por el látigo de  los caporales.